# Michele Coppino
Michele Coppino (né le 1er avril 1822 à Alba dans la province de Coni, au Piémont et mort le 25 avril 1901 dans la même ville) était un homme politique italien du XIXe siècle. 

## Biographie
Michele Coppino fut président de la Chambre des députés italienne après avoir été ministre de l'Instruction publique.
Franc-maçon, il fut initié le 17 février 1860 dans la loge « Ausonia » de Turin.
Il meurt le 25 avril 1901 à Alba.